# 21104 Sveshnikov
21104 Sveshnikov è un asteroide della fascia principale. Scoperto nel 1992, presenta un'orbita caratterizzata da un semiasse maggiore pari a 2,3416921 UA e da un'eccentricità di 0,2967216, inclinata di 21,36568° rispetto all'eclittica.